# Muhammad ibn al-Kasim
Muhammad ibn al-Kasim, arab. محمد بن القاسم الثقفي (pełne imię: al-Muhammad ibn al-Kasim as-Sakafi) (ur. ok. 694–696, zm. 715) – umajjadzki dowódca wojskowy i zdobywca Sindhu.

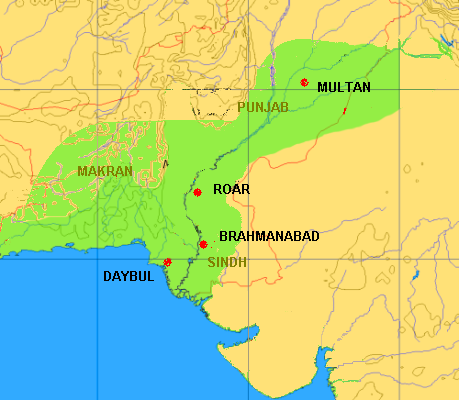
Podboje Muhammada ibn al-Kasima

Należał do północno-arabskiego plemienia Sakif i był wnukiem wuja słynnego namiestnika Iraku Hadżdżadża ibn Jusufa. Potężny krewny zaproponował mu małżeństwo ze swoją siostrą Zajnab, chociaż ostatecznie wyszła ona za mąż za innego krewniaka, Hakama ibn Ajjuba, którego Hadżdżadż uczynił namiestnikiem Basry. Gdzieś pomiędzy rokiem 708 a 711 Hadżdżadż postanowił powierzyć Muhammadowi, który wówczas sprawował dowództwo nad oddziałem żołnierzy w Farsie, dowództwo nad ekspedycją do Sindhu. Bezpośrednim powodem tej wojny miała być niezdolność lub niechęć władcy Sindhu Dahira (ok. 679–712) do ukarania piratów operujących w pobliżu jego wybrzeża przeciwko muzułmańskim statkom. Dwie wcześniejsze wyprawy muzułmanów przeciwko Dahirowi zakończyły się porażką i śmiercią ich dowódców. 
W przeciwieństwie do swoich poprzedników Muhammad wyruszył do Sindhu lądem, wyruszając z Szirazu, gdzie zebrano świetnie wyekwipowaną armię, której trzon stanowiło 6 tys. żołnierzy przysłanych specjalnie z Syrii. Jego armia maszerowała przez Mekran, teoretycznie zdobyty przez Arabów już za Mu'awiji I (661–680), jednak w rzeczywistości nie całkiem spacyfikowany, o czym świadczy fakt że po drodze Muhammad musiał toczyć walki z jego mieszkańcami. Pierwszym indyjskim miastem do którego dotarli arabscy żołnierze był położony w delcie Indusu Debal (arab. Dajbul), główny port Sindhu (było to prawdopodobnie latem 711 roku). Dotarły do nich w tym momencie zapasy i posiłki przywiezione drogą morską. Debal został zdobyty szturmem i po jego upadku nastąpiła trzydniowa rzeź, w której zabito między innymi wszystkich kapłanów górującej nad miastem świątyni – prawdopodobnie byli to buddyjscy mnisi. Następnie Muhammad zarządził budowę meczetu i wytyczenie działek pod osadnictwo 4 tys. muzułmanów.
Po zdobyciu Debalu Muhammad wyruszył w kierunku miasta Nirun, położonego niedaleko od dzisiejszego Hajdarabadu, które poddało się po negocjacjach z jego buddyjskimi mnichami. W podobny sposób, posuwając się w górę Indusu, Arabowie zajęli kilka kolejnych miast. Podczas tego marszu miało się do nich przyłączyć 4 tys. wojowników z plemienia Zutt, co znacznie zwiększyło ich siły. Wkrótce doszło do decydującego starcia z Dahirem, który stał na wschodnim brzegu Indusu. Muhammad przekroczył rzekę i rozbił jego armię. Sam Dahir zginął w bitwie, która według Czaczname (o której poniżej), miała miejsce w czerwcu 712 roku. Po pokonaniu Dahira Arabowie zaatakowali stolicę jego państwa, Brahmanabad, położoną w miejscu gdzie niedługo później miała powstać muzułmańska Mansura. Zgodnie z Czaczname Brahmanabad miał paść dopiero po sześciomiesięcznym oblężeniu. Następnie Muhammad udał się w kierunku drugiej stolicy Sindhu, Aluru (arab. ar-Rur, dzis. Rohri), które także stawiało opór przez kilka miesięcy. Ostatnią zdobyczą Arabów był położony już w Pendżabie Multan, zdobyty po tym jak odcięto do niego dopływ wody pitnej, najprawdopodobniej w roku 713. Wszyscy jego mężczyźni zdolni do noszenia broni i kapłani zostali zabici, zaś kobiety i dzieci wzięto do niewoli. W miejscowej słynnej świątyni Słońca zdobywcy zrabowali mnóstwo złota i innych drogocennych przedmiotów. 
Podczas gdy Muhammad przebywał w Indiach, sytuacja polityczna w kalifacie uległa dramatycznej zmianie. W roku 714 zmarł Hadżdżadż, a rok później kalif Al-Walid I (705–715). Do władzy doszedł brat Al-Walida, Sulajman (715–717), który natychmiast rozpoczął prześladowania krewnych i zwolenników Hadżdżadża, co było zemstą za popieranie przez tego ostatniego sukcesji syna Al-Walida, Abd al-Aziza. W Indiach niezwłocznie ustanowiono nowego namiestnika Sindhu, Jazida ibn Kabszę as-Saksakiego, który aresztował Muhammada ibn al-Kasima, następnie odesłanego do Iraku. Według Al-Balazuriego mieszkańcy Sindhu mieli płakać z powodu odejścia i niełaski w jaką popadł Muhammad. Ten został wtrącony do więzienia w Wasicie i razem z innymi krewnymi Hadżdżadża poddany torturom na rozkaz Saliha ibn Abd ar-Rahmana, nowego namiestnika Iraku ds. finansów, któremu Hadżdżadż kiedyś zabił brata. W trakcie tortur, lub w wyniku formalnej egzekucji, Muhammad ibn al-Kasim zmarł.
Nasza wiedza o podbojach Muhammada opiera się głównie na Kitab Futuh al-Buldan Al-Balazuriego. Lakoniczną relację tego ostatniego uzupełnia pochodząca z XIII wieku perska Czaczname, przekład zaginionego arabskiego oryginału zredagowanego na podstawie tradycji zebranych przez kadiego miasta Alur, podobnie jak Muhammad ibn al-Kasim należącego do plemienia Sakif. Sam rdzeń narracji Czaczname jest zgodny z Al-Balazurim, jednak "w sposób drobiazgowy opisuje ona kampanie Muhammada ibn al-Kasima" i chociaż "podobno opiera się na tradycji, która przetrwała wśród arabskich potomków zdobywcy Sindhu [...] możemy ją postrzegać tylko jako historyczny romans". Czaczname dużo miejsca poświęca relacjom pomiędzy arabskimi zdobywcami a miejscową ludnością. Zgodnie z nią po zdobyciu Aluru Muhammad miał powiedzieć iż: "świątynie budd są jak kościoły chrześcijan, synagogi Żydów i świątynie ognia magów [tj. zaratusztrian]". Jeżeli Muhammad ibn al-Kasim rzeczywiście wypowiedział te słowa, to były to pierwsze w historii islamu stwierdzenia uzasadniające przyznanie hinduistom statusu ludzi chronionych.
Czaczname przytacza całkowicie legendarny opis śmierci Muhammada ibn al-Kasima. Według niej wysłał on kalifowi jako zdobycz wojenną dwie córki Dahira, które przed nim oskarżyły zdobywcę Sindhu o gwałt. Rozgniewany kalif nakazał Muhammadowi zaszyć się w skórze krowy, wsadzić do pudła i wysłać do Bagdadu. Muhammad wykonał ten rozkaz i kalif w Bagdadzie odebrał makabryczną przesyłkę, stwierdzając że jego polecenie zostało wykonane co do joty. Córki Dahira przyznały się wtedy, że sfabrykowały oskarżenie i zostały za to ukarane śmiercią.